# Wengi
Wengi (berndeutsch Wängi [væŋi]) ist eine politische Gemeinde im Verwaltungskreis Seeland des Kantons Bern in der Schweiz.
Unter dem Namen Wengi existiert neben der Einwohnergemeinde auch eine reformierte Kirchgemeinde.

## Geographie

### Lage
Wengi liegt im oberen Limpachtal zentral zwischen den vier Städten Bern, Biel, Solothurn und Burgdorf, welche mit dem Auto alle innerhalb von gut 20 Minuten zu erreichen sind.

### Gemeindegliederung
Die Einwohnergemeinde Wengi besteht (von Westen nach Osten) aus den drei Dörfern Scheunenberg, Wengi bei Büren und Waltwil.

### Nachbargemeinden
Die Nachbargemeinden im Norden beginnend im Uhrzeigersinn sind Schnottwil und Balm bei Messen im Kanton Solothurn sowie Rapperswil, Grossaffoltern und Diessbach bei Büren im Kanton Bern. 

## Geschichte
Im Jahr 1262 wurde Wengen erstmals urkundlich erwähnt, als es an die Abtei Frienisberg verkauft wurde, gehörte jedoch ab 1406 zu den von der Stadt Bern erworbenen Landgrafschaften. Bern teilte 1501 Wänge der Landvogtei Büren zu.
Von 1846 bis 1848 wurde die Strasse von Bern nach Büren und 1864 die Strasse von Suberg nach Bätterkinden ausgebaut. Während des Zweiten Weltkriegs wurden im Wengimoos grosse Mengen Torf abgebaut; von 1941 bis 1943 wurde der Limpachkanal gebaut, und 1951 wurde die Melioration des Limpachtals abgeschlossen. 1961 wurde das Wengimoos unter Naturschutz gestellt.
1963 schlossen sich die Viertelsgemeinden Scheunenberg, Waltwil und Wengi zur Einwohnergemeinde Wengi zusammen.

### Bevölkerungsentwicklung
| Jahr      | 1850 | 1870 | 1893 | 1900 | 1920 | 1930 | 1950 | 1960 | 1970 | 1980 | 2000 | 2006 | 2007 | 2010 | 2015 | 2021 |
| Einwohner | 744  | 649  | 615  | 590  | 538  | 576  | 563  | 593  | 543  | 466  | 552  | 600  | 610  | 615  | 609  | 627  |

## Wirtschaft und Infrastruktur
Wengi war bis in die zweite Hälfte des 20. Jahrhunderts ein vorwiegend durch die Landwirtschaft geprägtes Dorf. Mit der Melioration der Limpachebene und der Korrektion des Baches in den Jahren 1939 bis 1951 wurde wertvolles Kulturland gewonnen. Noch heute haben Ackerbau, Milchwirtschaft und Viehzucht einen wichtigen Stellenwert in der Erwerbsstruktur der Bevölkerung. Weitere Arbeitsplätze sind im lokalen Kleingewerbe und im Dienstleistungssektor vorhanden. In den letzten Jahrzehnten hat sich das Dorf auch zu einer Wohngemeinde entwickelt. Viele Erwerbstätige sind deshalb Pendler, welche in den umliegenden Agglomerationen arbeiten.

### Verkehr
In Wengi kreuzen sich die beiden Kantonsstrassen Seedorf–Koppigen und Büren–Zollikofen. Der nächste Autobahnanschluss ist die Ausfahrt «Münchenbuchsee» (8) auf die Autobahn A6 (Biel–Thun).
Durch Postautokurse, welche die Strecken von Zollikofen via Büren an der Aare nach Solothurn sowie von Lyss nach Messen SO bedienen, ist Wengi an das Netz des öffentlichen Verkehrs angeschlossen.

## Politik
Die Gemeindeversammlung ist die Legislative; wahl- und stimmberechtigt ist jede Person, welche seit mindestens drei Monaten in der Gemeinde wohnt und in kantonalen Angelegenheiten stimmberechtigt ist.
Der Gemeinderat ist die Exekutive, bestehend aus 7 Mitgliedern, welche mittels Majorzwahl gewählt werden. Gemeindepräsident (Stand 2024) ist Peter Hänni (SVP).
Bei den Nationalratswahlen 2023 betrugen die Wähleranteile in Wengi (in Klammern die Veränderung im Vergleich zu den Wahlen 2019 in Prozentpunkten): SVP 52,37 % (+1,97), glp 10,06 % (+3,47), Mitte 9,24 % (−1,23), SP 9,15 % (+0,64), Grüne 6,90 % (−4,27), FDP 3,95 % (−0,34), EDU 2,71 % (+0,93), EVP 1,61 % (+0,14), SD 0,15 % (−1,25).

## Wappen
Blasonierung: In Silber drei goldbesamte rote Rosen mit grünen Kelchzipfeln pfahlweise übereinander.

## Fotos

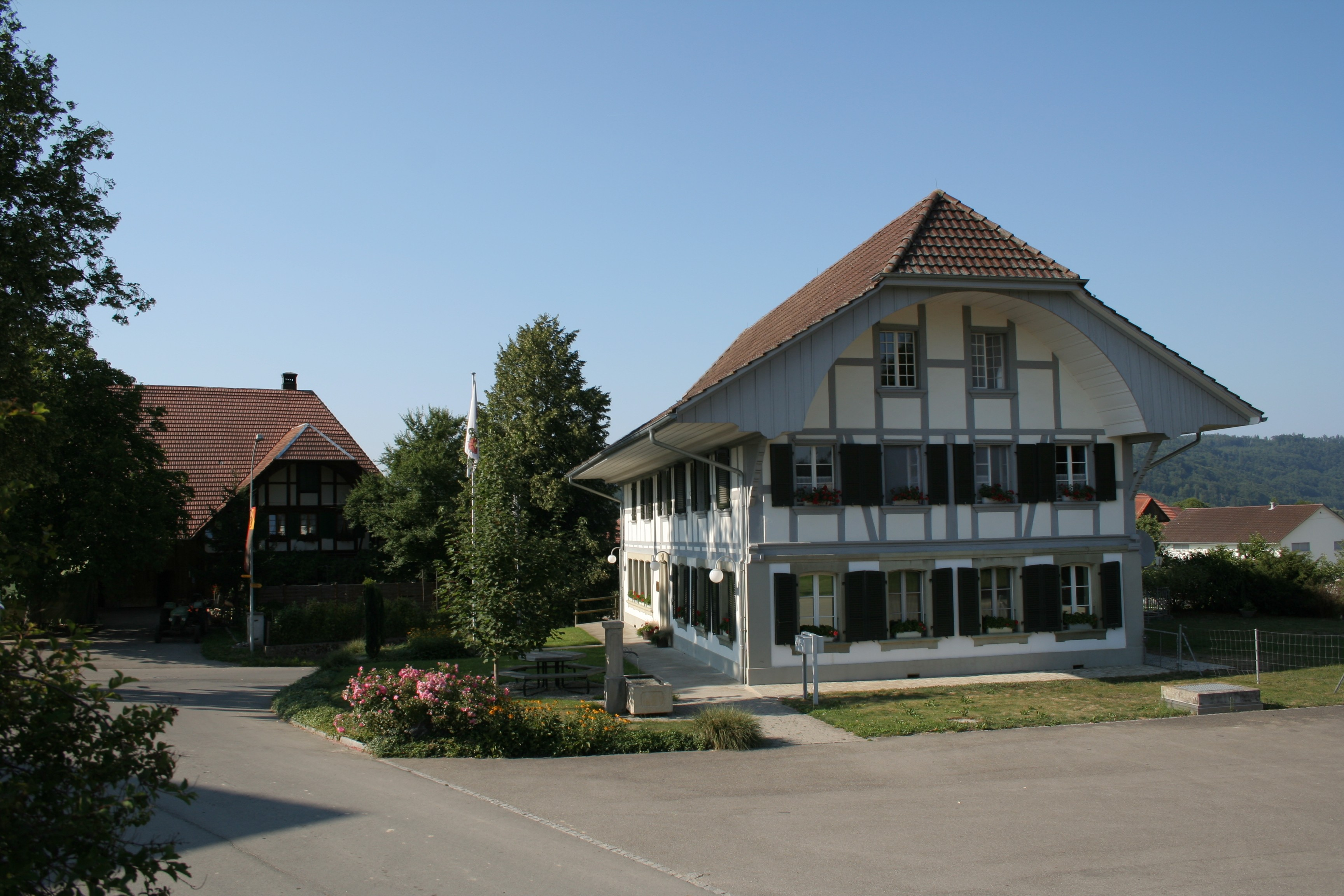
Wengis Gemeindehaus
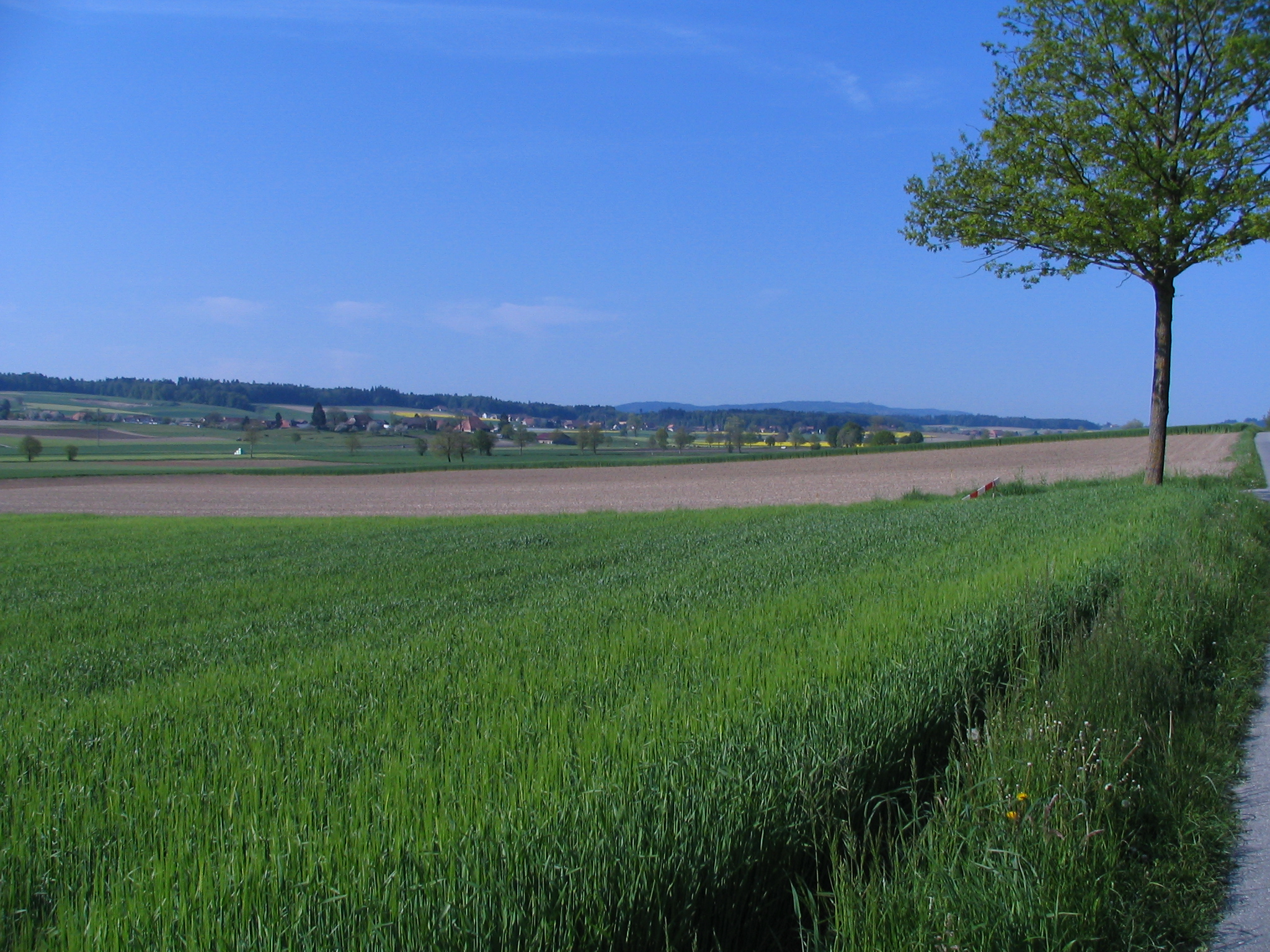
Limpachtal in der Gegend von Wengi
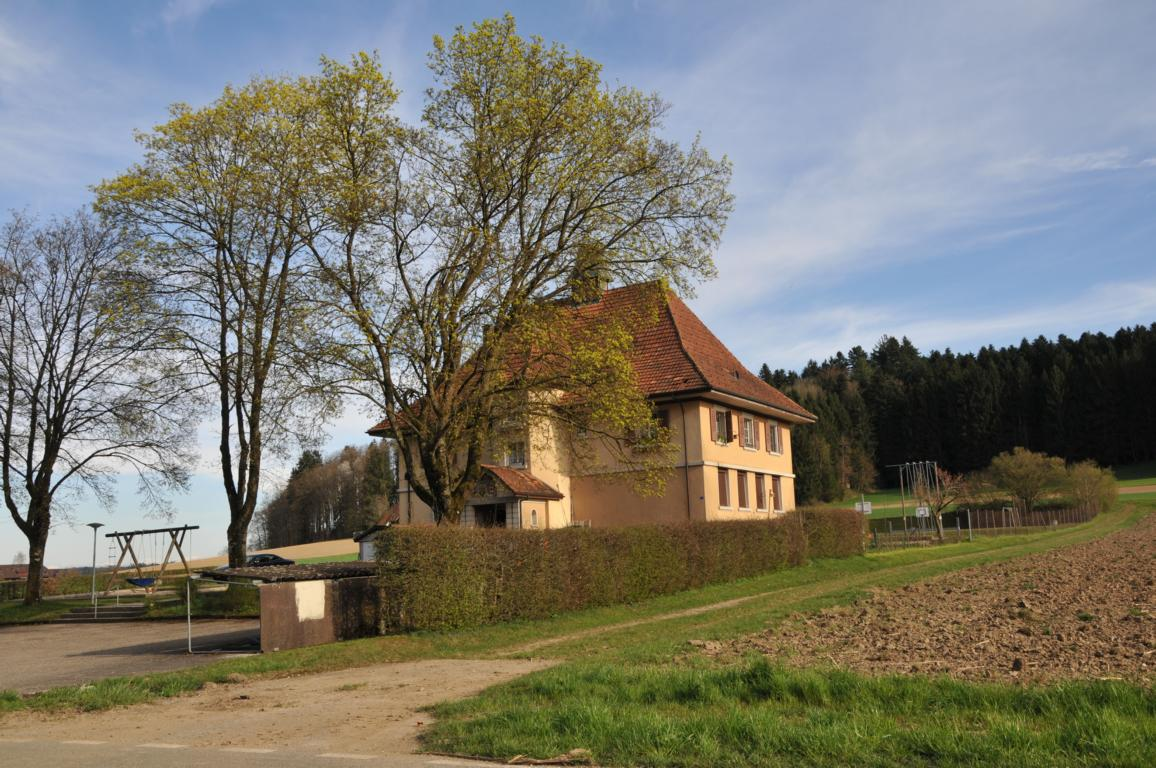
Ehemaliges Schulhaus Scheunenberg

## Persönlichkeiten
- Jakob Stämpfli (1820–1879), Bundesrat und Bundespräsident